# Maniqueisme

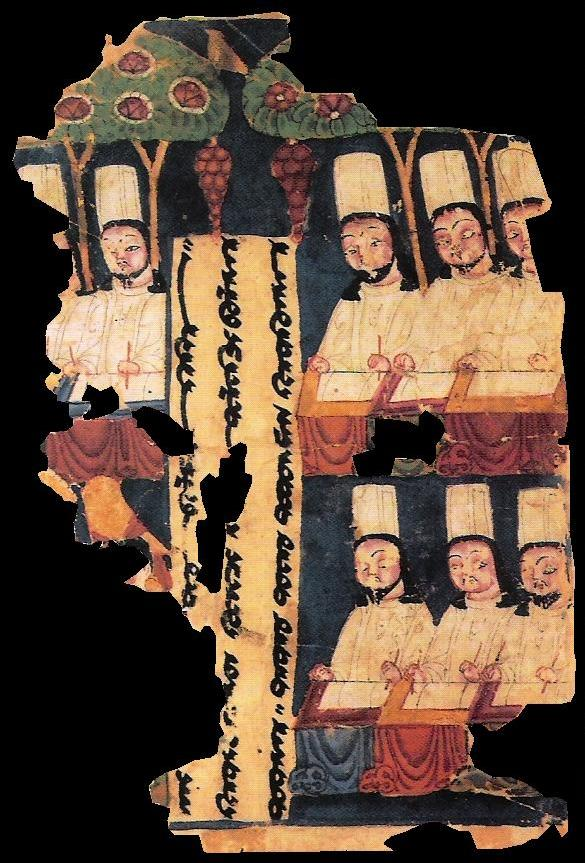
Maniqueus

El maniqueisme (en persa modern آیینِ مانی Āyīn-e Mānī) és una antiga religió dualista i gnosticista, fundada pel profeta part Mani (216–274 dC) a l'Imperi Sassànida, durant el segle III.
Molts elements de la seva doctrina deriven del zoroastrisme, del budisme, del mitraisme i dels cultes babilònics. Es va difondre a la Xina, Àsia central, Mesopotàmia, Síria, Palestina, Egipte, Àfrica, Hispània, Gàl·lia i Itàlia. Va influir altres religions dualistes i monoteistes contemporànies, com el cristianisme, l'islam, el budisme i el zoroastrisme. A Àsia va perdurar almenys fins al segle xvii.
En sentit general indica qualsevol opinió o actitud que tendeix a dividir les coses en dues parts: l’una completament bona i acceptable, l’altra dolenta i rebutjable, sense matisos i sense un estat intermedi.
Mani també és conegut com a Mani Hayya («Mani el Vivent»), que en grec antic va esdevenir manikhaĩos, d'on procedeix el mot maniqueu.

## Història
Ragis va començar sent adepte als cultes babilònics. El maniqueisme es va difondre a Pèrsia, l'Àsia central (on va subsistir uns mil anys), Mesopotàmia, Síria, Palestina, Egipte, Àfrica, Hispània, Gàl·lia i Itàlia. Un dels líders més destacats va ser l'egipci Akuas (del qual una part dels maniqueus prengué el nom de «akuanites»), influint en altres religions com la dels priscil·lianistes, i més tard en el catarisme, els valdesos i els bogomils.
Els maniqueus creuen que tant el bé com el mal tenen origen diví, cosa que explica que al món hi hagi injustícies i passin coses dolentes, en particular perquè a una persona «bona» li pot passar quelcom «dolent». Així, postulaven l'existència d'un Déu maligne al mateix nivell que la d'un Déu bo. Per això van ser rebutjats com a heretges pels cristians, que creien que només existia el bo.
Els cristians el van considerar una heretgia quan començà a difondre's en els mateixos territoris on tractava d'introduir-se el cristianisme, però van incorporar a la seva religió moltes idees maniqueistes i dualistes en general (el bé i el mal, el cos i l'ànima, el cel i l'infern, etc.).
Mani fou executat per ordre del rei de Pèrsia el 276.

## Creences
Els maniqueus eren dualistes, a semblança dels gnòstics, mandeus i mazdeistes: creien que hi havia una eterna lluita entre dos principis enfrontats, el Bé i el Mal, que eren associats a la Llum i les Tenebres i, per tant, consideraven que l'esperit humà és de Déu però el cos és del dimoni. Això s'explicava a través d'un conjunt de mites antropogónics (d'origen de l'ésser humà), d'influència gnòstica i zoroàstrica. En les seves creences, l'esperit o llum de la persona es troba captiu per la matèria corporal, i era necessari practicar un estricte ascetisme per iniciar el procés d'alliberació de la llum atrapada. Menyspreaven per tant la matèria, fins i tot el cos humà. Els «oients» aspiraven a reencarnar-se com «escollits», els quals ja no necessitarien reencarnar-se més.
Zaratustra, Plató, Jesús, Buda i altres figures religioses haurien estat enviades a la humanitat per ajudar-la en la seva alliberació espiritual, sent Mani el Segell dels profetes.
El maniqueisme nega la responsabilitat humana pels mals comesos perquè creu que no són producte de la voluntat de l'home sinó del domini del mal sobre la nostra vida.
Consideraven al paó el seu animal sagrat, perquè els seus colors en el plomatge revelaven els diferents estats espirituals pels que passava el cos per assolir purificar-se i transformar-se en l'esperit diví.

## Llibres sagrats
Segons se sap, Mani va escriure set llibres, que contenen els ensenyaments de la religió. Només alguns fragments dispersos i traduccions dels originals han perviscut:

### Originals escrit en siríac
- LEvangelion (grec: Ευαγγελιον, és a dir, al voltant de "bones noves"): També conegut com lEvangeli de Mani. Cites del primer capítol es van presentar en àrab per Ibn an-Nadim, que va viure a Bagdad en un moment en què els maniqueus encara hi vivien, al seu llibre Kitab al-Fihrist (938), un catàleg de tots els llibres coneguts.
- El tresor de la Vida
- El Tractat
- Secrets.
- El Llibre dels Gegants, fragments originals del qual es van descobrir a Qumran  i Turfan.
- Sant Agustí d'Hipona transcriu en algunes de les seves obres contra el maniqueisme cites de Mani traduïdes al llatí, extretes de l'Epístola Fonamentals.
- Salms i oracions, en copte, descobert a Egipte l'any 1900 i editat i publicat per Charles Allberry a la col·lecció Chester Beatty i per l'Acadèmia de Berlín, 1938-39.

### Originals escrit en persa
- El Xabuhragan, dedicat a Xapur I. Alguns fragments de l'original de Medi en Persa  van ser descoberts a Turfan.

### Altres llibres
- El Ardahang, en la tradició iraniana, aquest va ser un dels llibres sagrats de Mani que es va convertir més tard per recordar la història persa, i també va ser anomenat Aržang, en Parthian paraula que significa "digne", i va ser embellit amb pintures. Per tant, els iranians li va donar el títol de "El Pintor".
- Kephalaia, "Discursos", que es troba en la traducció copta.
- En l'origen del seu Consell d'Administració, el títol del Còdex-Mani, una traducció grega d'un llibre arameu que descriu els primers anys de vida Mani.

### Obres no maniquees conservades per l'Església maniquea
- Algunes parts del Llibre d'Henoc.
- Algunes publicacions relacionades amb l'apòstol Tomàs (que segons una tradició va anar a l'Índia, i també va ser venerat a Síria), com a part de la siríac Els Actes de Tomàs, i els Salms de Tomàs.